# 奧伊考區

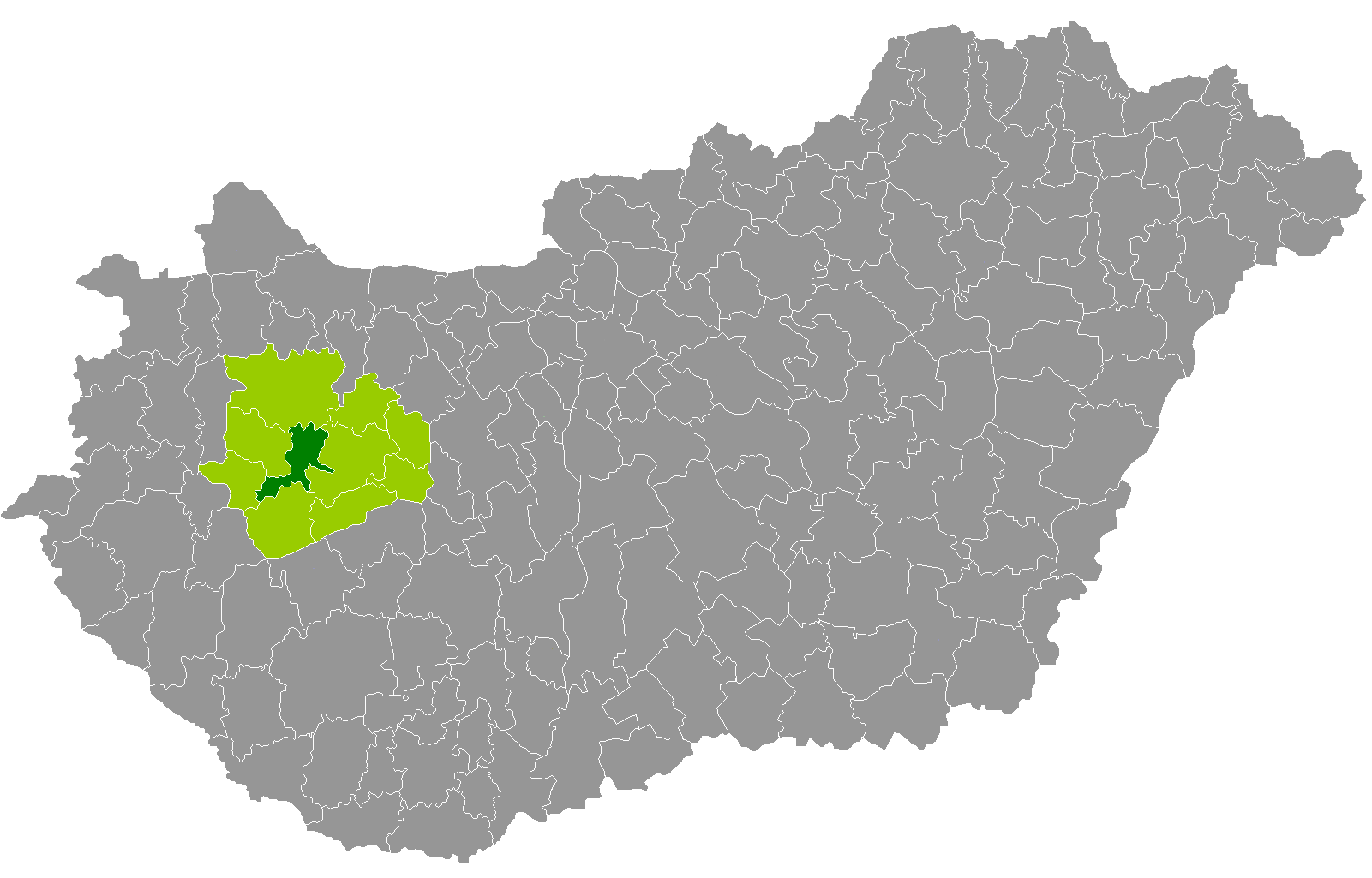

奧伊考區（匈牙利語：Ajkai járás），是匈牙利維斯普雷姆州的一個區，位於該國西部，区府設於奧伊考，面積321平方公里，2011年人口39,160，人口密度每平方公里122人。

## 市镇
奧伊考區包含一个城镇和10个村庄。